# Fort na Szczytniku
Fort na Szczytniku – niewielki fort wzniesiony w pobliżu Szczytnika nad Szczytną w latach 1790–1791 z rozkazu króla Prus Fryderyka Wilhelma II według projektu kapitana inżyniera Ludwiga Müllera.
Fort na Szczytniku był trzecim w linii pięciu fortów (Bateria nad Pasterką, Fort Karola, Fort na Szczytniku, Fort Fryderyka koło Kamiennej Góry, Fort Wilhelma) na ziemi kłodzkiej wchodzących w skład systemu obronnego powiązanego z twierdzą w Srebrnej Górze i twierdzą w Kłodzku. Wybudowano je po okresie grożącego wojną napięcia w stosunkach prusko-austriackich, zakończonego jednak pokojowo zawarciem w 1790 konwencji dzierżoniowskiej. Za budową linii umocnień po wewnętrznej stronie grzbietu Gór Stołowych i Bystrzyckich stała obawa przed niespodziewanymi atakami wojsk cesarskich na Kłodzczyznę i samą Twierdzę Kłodzką, podobnymi do tych z czasów wojny o sukcesję bawarską. Zadaniem fortu było wszczęcie alarmu na wypadek inwazji oddziałów cesarskich poprzez sygnalizację ogniem (rozpalenie ogniska).
Co do dokładnego położenia fortu zdania są podzielone. Według jednej z publikacji fort zbudowano na Orlich Skałach, w innym przewodniku ten sam autor podaje, że fort położony był nie na Orlich Skałach, lecz w miejscu budowy późniejszego Zamku Leśna, a przy budowie wykorzystano piwnice dawnego fortu.
W czasie wojny francusko-pruskiej z Napoleonem w 1806 fort nie był obsadzony. Po przegranej Fryderyk Wilhelm III nakazał rozebrać forty, które nie odegrały nigdy aktywnej roli militarnej. W latach 1831–1837 major hrabia Leopold von Hochberg wybudował niedaleko fortu swoją rezydencję – Zamek Leśna (niem. Burg Waldstein pol. dosłownie Zamek „Leśny kamień”), którego projekt przypisywany jest niesłusznie pruskiemu architektowi Karolowi Fryderykowi Schinklowi.

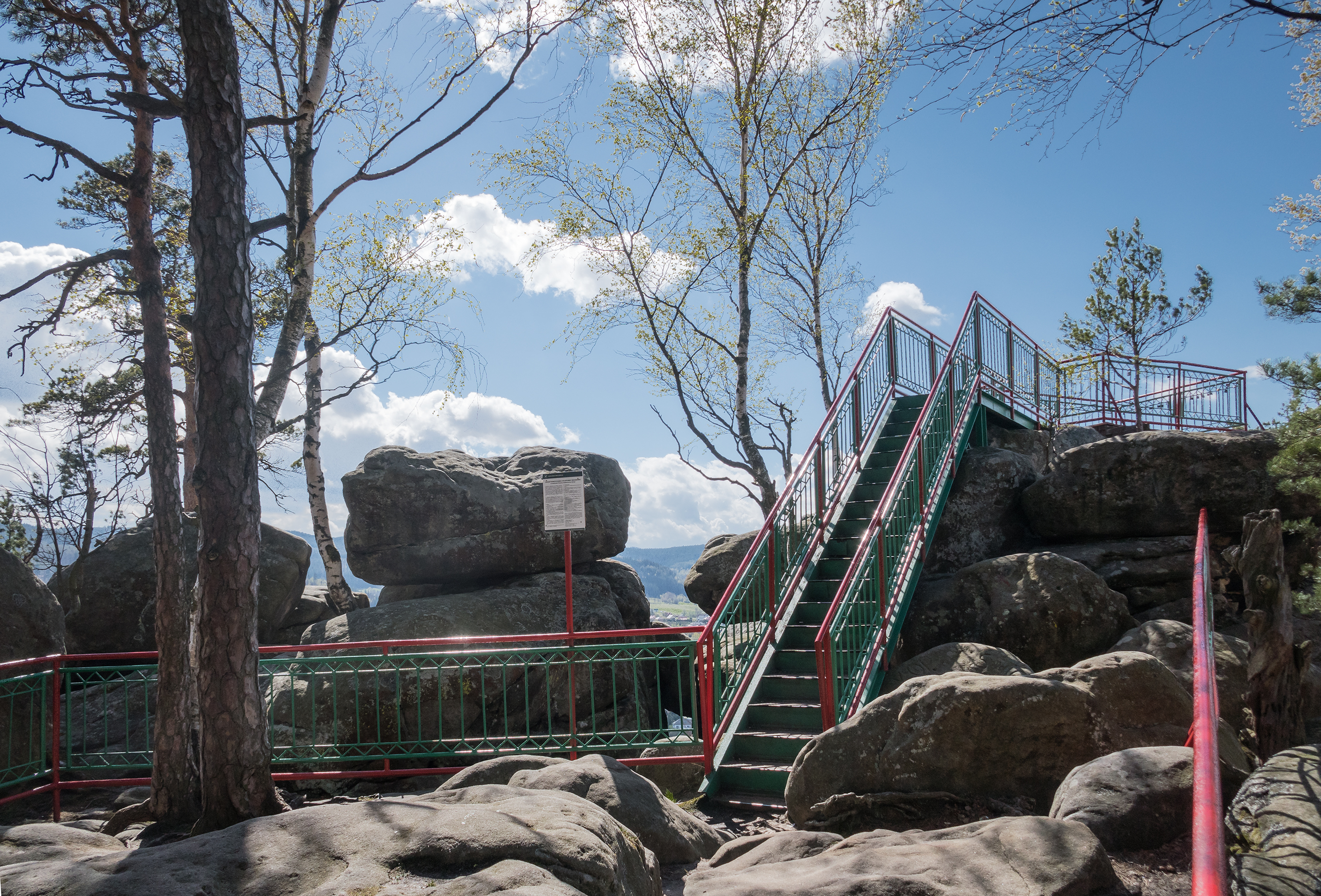
Platforma widokowa w miejscu fortu